# Il pap'occhio
Pour plus de détails, voir Fiche technique et Distribution.
Il pap'occhio est une comédie italienne réalisée et scénarisée par Renzo Arbore et sortie en 1980. C'est son premier film en tant que réalisateur.
Il est sorti en septembre 1980 sous le feu des critiques émanant de la presse catholique. Il a connu une exploitation mouvementée.
Le film a rapporté 5 milliards de lires, se classant 5e au classement annuel pour la saison 1980/1981.

## Synopsis
Le musicien Renzo Arbore a une vision du Père Gabriel venu apporter une Annonciation depuis le Vatican. Gabriel annonce que le pape Jean-Paul II, dynamique et moderniste, regarde la télévision et qu'il a été favorablement impressionné par une campagne de publicité de la bière dont Arbore est alors le promoteur et se laisse convaincre de l'engager comme présentateur de la télévision d'État vaticane naissante.
Arbore et l'équipe de l'émission L'altra domenica (it) se rendent au Vatican pour se mettre au travail, mais un prélat bigot et traditionaliste, réinterprétation du cardinal de Richelieu, complote pour saboter l'initiative du pontife, d'abord en avertissant les curés d'Italie d'envoyer les pires artistes aux auditions, puis en soudoyant un Roberto Benigni incompris avec trente jetons de téléphone.
Les émissions commencent néanmoins, en présence du pape et du président de la République de l'époque, Sandro Pertini. L'émission inaugurale Gaudium Magnum est cependant réalisée dans le style délirant d'Arbore : le générique est un hymne religieux sur les notes du chant du parti socialiste italien, ce qui suscite l'indignation des spectateurs.
La situation est résolue par un deus ex machina, à savoir Dieu le Père en personne à bord d'une voiture Fiat Panda I flamboyante immatriculée PAR 0001, qui fait irruption dans les studios en défonçant les murs à l'aide d'une boule de démolition — une référence directe à Répétition d'orchestre (1979) de Federico Fellini — tandis que toute la compagnie d'Arbore est engloutie dans un tremblement de terre et le perfide cardinal pulvérisé sur-le-champ. Enfin, depuis le Paradis, les protagonistes chantent tous ensemble When the Saints Go Marching In, qui sert également de fond sonore au générique de fin.

## Fiche technique
- Titre original italien : Il pap'occhio[2],[3]
- Réalisateur : Renzo Arbore
- Scénario : Renzo Arbore, Luciano De Crescenzo
- Photographie : Luciano Tovoli
- Montage : Alfredo Muschietti
- Musique : Renzo Arbore
- Décors : Gianfranco Ramacci
- Costumes : Lia Francesca Morandini (it)
- Production : Mario Orfini, Emilio Bolles (it)
- Société de production : RAI Tv 2, Eidoscope
- Pays de production :  Italie
- Langue originale : italien
- Format : Couleurs - Son mono
- Durée : 110 minutes (version originale) ; 98 minutes (version remontée)
- Genre : Comédie
- Dates de sortie :
  - Italie : 19 septembre 1980

## Distribution
- Manfred Freyberger : Pape Jean-Paul II
- Renzo Arbore : lui-même
- Roberto Benigni : lui-même
- Isabella Rossellini : elle-même
- Andy Luotto : lui-même
- Mario Marenco (it) : lui-même
- Michael Pergolani (it) : lui-même
- Otto et Barnelli : lui-même
- Salvatore Baccaro : choriste
- Diego Abatantuono : Don Gabriele
- Luciano De Crescenzo : Dieu
- Mariangela Melato : l'actrice écartée qui récite La Fille de Jorio (it)
- Graziano Giusti (it) : cardinal de Richelieu
- Neil Hansen, Tito LeDuc (it) et Mauro Bronchi : Le Sorelle Bandiera
- Fabrizio Zampa (it) : Zampa
- Milly Carlucci : Nonne présentatrice de télévision
- Ruggero Orlando (it) : lui-même
- Martin Scorsese : lui-même
- Silvia Annicchiarico (it) : secrétaire d'Arbore
- Mimma Nocelli : religieuse
- Cesare Gigli : professeur d'italien
- Gerardo Gargiulo : présentateur de journaux télévisés
- Nando Murolo (it) : chef de chœur
- Alessandro Vagoni : Carmine
- Matteo Salvatore (it) : Gallo
- Lorenzo Spadoni : soliste du chœur Città di Napoli
- Dino Cassio : chanteur de Non correre papà
- Marzia Tornari : enfant chanteuse de Non correre papà
- Tiziana Altieri

## Clins d'œil
Deux films célèbres sont directement évoqués avec deux intertitres : La Maison du docteur Edwardes (1945) d'Alfred Hitchcock et Répétition d'orchestre (1978) de Federico Fellini. D'autres références sont faites aux Marx Brothers (avec lesquels le Christ-juge confond Karl Marx, dans le Jugement dernier raconté par Benigni) ainsi qu'à Charlie Chaplin et Gregory Peck, dont les imitateurs apparaissent lors des auditions.
La prestation de Roberto Benigni dans la chambre du pape et à la fenêtre rappelle celle de Charlie Chaplin dans Le Dictateur (1940). Franco Zeffirelli et l'opéra-rock Jesus Christ Superstar sont également mentionnés dans la scène du restaurant.
Le réalisateur américain Martin Scorsese, alors marié à Isabella Rossellini, joue son propre rôle dans le film. Mariangela Melato, la compagne d'Arbore à l'époque, y apparaît également, dans le rôle d'une jeune fille provinciale qu'Arbore lui-même écarte, selon lui, pour son apparence négligée et parce qu'elle est la fille d'un certain « Jorio » et donc « pistonnée », alors qu'en réalité l'actrice vient de réciter un passage de La Fille de Jorio (it) de Gabriele D'Annunzio.

## Exploitation
Le film sort en septembre 1980 sous le feu des critiques émanant de la presse catholique. Trois semaines plus tard, il est saisi « pour diffamation à la religion catholique et à la personne du Saint Pape » sur ordre du procureur de L'Aquila, Donato Massimo Bartolomei, mais la saisie devient caduque en raison d'une amnistie. En 1982, la Cour d'appel de Rome rejette la plainte pour diffamation.
Le film a été redistribué à la mi-octobre 1998 (bien qu'il ait continué à circuler dans des éditions vidéo personnelles), restauré mais sans certaines scènes telles que les monologues de Benigni sur le christianisme. À cette occasion, le jugement de la commission épiscopale chargée d'exprimer les avis pastoraux a été tempéré, passant de « répréhensible » au « futile » et observant que « Le film est marqué par des accents moqueurs et burlesques [...] mais n'a pas de propos profanateurs, irrévérencieux ou blasphématoires ».
En 2010, le porte-parole de l'Opus Dei, Pippo Corigliano, a réhabilité le film 30 ans plus tard, le qualifiant de « film apostolique de style chrétien ».
Le film a remporté le Biglietto d'oro, un prix décerné par les exploitants de salles de cinéma.